# Stadtbibliothek Lyon

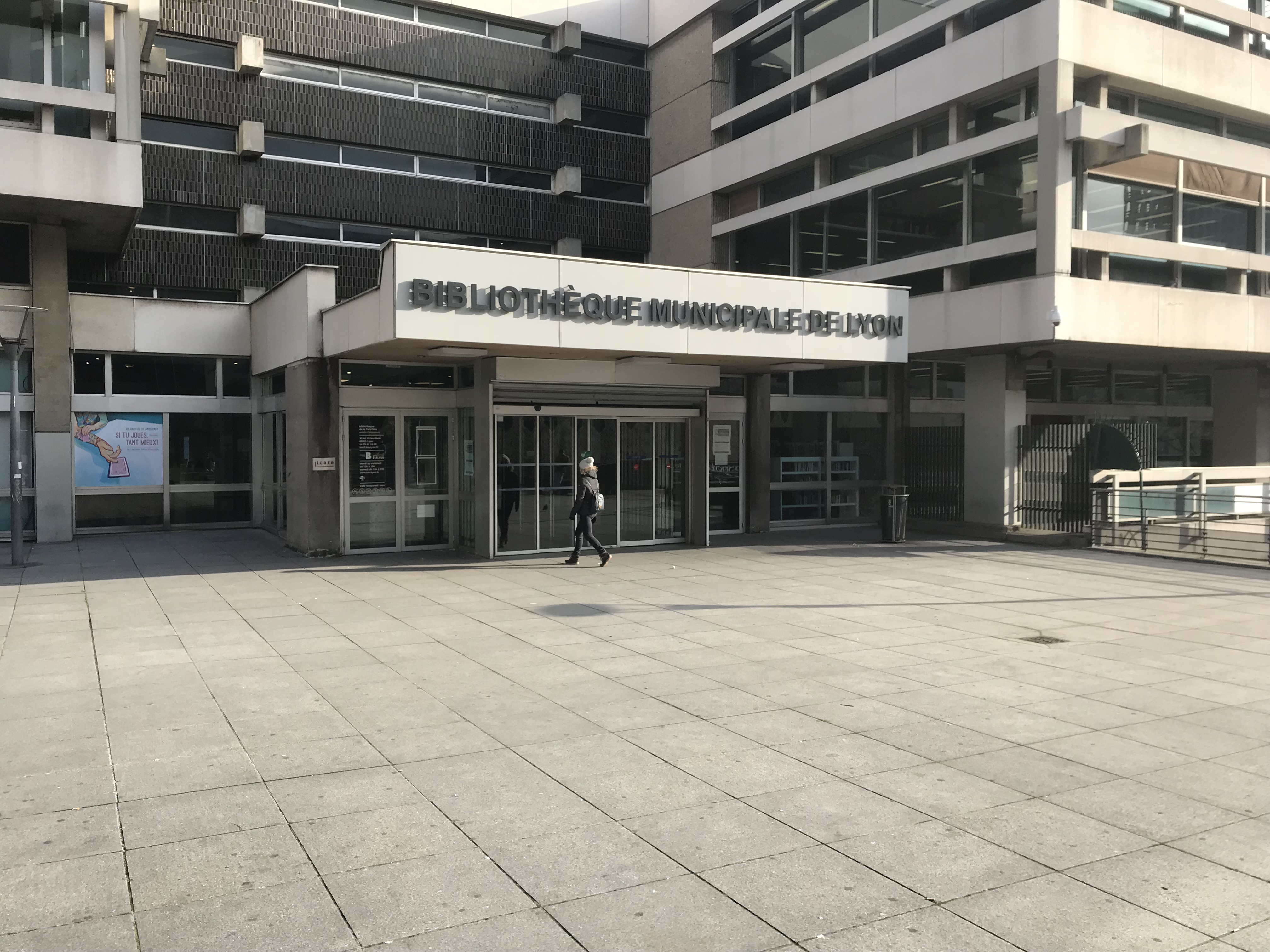
Hauptgebäude der Stadtbibliothek Lyon

Die Bibliothèque municipale de Lyon ist die Stadtbibliothek von Lyon. Ihre Anfänge gehen ins 16. Jahrhundert zurück. Mit einem Bestand von rund fünf Millionen Bänden (davon 1,3 Millionen eingestuft als nationales Erbe) ist sie die größte Bibliothek Frankreichs nach der Pariser Nationalbibliothek.

## Geschichte
1527 übergab der Stadtrat das Kolleg der Trinité (Dreifaltigkeit) (heute Gymnasium Ampère) den Jesuiten. Einen eigenen Bibliotheksraum gab es nicht, die Bücher waren bis ins 17. Jahrhundert über das ganze Gebäude verteilt. Durch die Schenkung der Bibliothek des Erzbischofs von Lyon, Camille de Neufville de Villeroy, im Jahre 1693 wuchs der Bestand um über 5.000 Drucke und Manuskripte an. Die Bibliothek war mit Ausnahmen den Professoren vorbehalten, wobei Besuchern freizügig Einblick gewährt wurde.
1731 eröffnete die erste öffentliche Bibliothek von Lyon in der Altstadt (Quartier Vieux Lyon) jeweils montags und freitags, war eine Präsenzbibliothek und spezialisiert auf Rechtswissenschaft.
1765, drei Jahre nach der Vertreibung der Jesuiten aus Frankreich, beschloss der Stadtrat, die beiden Bibliotheken im Kollegium von Trinité zu vereinen, von den Oratorien zu verwalten und die zusammen 40.000 Werke öffentlich zugänglich zu machen.
Die Wirren der Revolution führten zur Schließung der Bibliothek, zur Besetzung durch bewaffnete Truppen und Entwendungen zugunsten von Pariser Sammlungen. Zusammen mit prekären Konservierungsbedingungen führte dies zu schweren Bestandsdezimierungen und -schäden.
1803 wurde die Verwaltung der Bibliothek der Stadtverwaltung mit der Bedingung übertragen, einen Bibliothekar zu zahlen und ein Betriebsbudget bereitzustellen. Antoine Delandine, erster Bibliothekar, begann so mit der Katalogisierung, die über seine Amtsdauer hinaus dauerte.
1831 gründete der Bürgermeister von Lyon eine zweite Stadtbibliothek, die sich den Wissenschaften und Künsten widmete – darin wurden die Sammlungen der Akademie von Lyon und verschiedener Wissensgesellschaften vereinigt. Doch bald reichten die Örtlichkeiten nicht mehr aus und die Besucher beschwerten sich, dass die Bestände aufgeteilt waren.
1911 wurde der aufgrund der Trennung von Staat und Kirche geleerte Palais Saint-Jean (vgl. Kathedrale Saint-Jean) leer und die Stadtbibliothek, alle Bestände vereinigend, zog ein.
Ab 1959 entwickelten sich die Buchzirkel mit öffentlichen Lesungen und Bibliotheken für Erwachsene und Kinder in jedem der neun Stadtbezirke von Lyon.
1972 verließ die Zentralbibliothek das Palais Saint-Jean, um am linken Rhone-Ufer, im Bezirk de la Part-Dieu Quartier zu beziehen; ein Teil der Funktionen wurde automatisiert, 1986 durch ein neues System erweitert: Ankäufe, Katalogisierung, Dokumentsuche und -transport wurden automatisiert. Der Bestandskatalog der Bezirksbibliotheken wurde zunehmend zugänglich gemacht.
1990 ist die Bibliothèque municipale mit 14 externen Erweiterungen und drei Bibliobussen zu einer der wichtigsten Bibliotheken Europas geworden.
1999 erhielt die Bibliothek als Leihgabe die Jesuitensammlungen von der Bibliothek des Fontaines mit ungefähr 500.000 Bänden und Ikonographien vom 15. Jahrhundert bis in unsere Tage. Gleichzeitig wurde ein bahnbrechendes neues Betriebssystem in Betrieb genommen, das den wachsenden Anforderungen gerecht wurde: rund 50.000 Neuerwerbungen pro Jahr, 5.000 laufende Abonnements von Zeitungen und Zeitschriften und allem voran 2,8 Millionen Ausleihungen pro Jahr.
Mit einer Vielzahl von kulturellen Veranstaltungen und Lesungen, allem voran durch die großen Wissenschaftsbestände, die bis in die Anfänge der Buchdruckerkunst zurückreichen, ist die Bibliothek von Lyon eine der größten und modernsten Europas und neben ihrer Hauptfunktion als städtische Bibliothek ein Wissenszentrum, aufgrund der Jesuitenbestände und bibliophilen Kostbarkeiten von kulturgeschichtlicher Bedeutung.